# Nikita Iwanowitsch Popow
Nikita Iwanowitsch Popow (russisch Никита Иванович Попов; * 21. Dezember 1719jul. / 1. Januar 1720greg. in Jurjew-Polski; † 4. Julijul. / 15. Juli 1782greg. in Woronesch) war ein russischer Astronom.

## Leben
Popow, Sohn eines städtischen Beamten, besuchte in Moskau die Academia Slavo-Graeco-Latina. 1735 gehörte er mit Michail Lomonossow zu den 12 Schülern, die in das St. Petersburger Akademische Gymnasium der Akademie der Wissenschaften aufgenommen wurden. Nach dem Abschluss der Deutsch-Klasse 1737 kam Popow in die Latein-Klasse und wurde 1738 Student der Akademischen Universität der Akademie der Wissenschaften. Im Mai 1740 wurde er zum Akademischen Übersetzer für Latein, Deutsch und Russisch ernannt.
Im Oktober 1744 wurde Popow in das St. Petersburger astronomische Observatorium zu Joseph-Nicolas Delisle geschickt, der sein Lehrer wurde. Nach Delisles Rückkehr nach Frankreich 1747 arbeitete Popow weiter im Observatorium bei Christian Nicolaus von Winsheim. Im Februar 1748 verteidigte er seine Dissertation über eine neue Methode zur Beobachtung von Himmelskörpern und wurde zum Adjunkten ernannt. 1751 folgte die Ernennung zum Professor. Im März 1757 wurde er zum dritten Professor der Astronomie und Akademiker ernannt. Er veröffentlichte seinen Vortrag über neue Erfindungen zur Mondtheorie, worauf seine Arbeiten zur Astronomie, Geodäsie und Mathematik nicht mehr veröffentlicht wurden.
Popow erstellte Kalender in russischer Sprache, die von August Nathanael Grischow für die Jahre 1755–1760 herausgegeben und von der Akademie der Wissenschaften veröffentlicht wurden.
Im Januar 1757 wurde Popow Zensor der Zeitschrift Fleißige Biene Alexander Sumarokows. Nach kritischen Bemerkungen Popows schrieb Sumarokow einen aggressiven Artikel gegen Popow, so dass Popow die Zensur dieser Zeitschrift entzogen wurde.
Von Januar 1761 bis Mai 1762 befand sich Popow mit einer astronomischen Expedition in Irkutsk, um den Venustransit am 26. Maijul. / 6. Juni 1761greg. zu beobachten. Dafür baute ihm der verbannte Schiffbauer Kusma Ostrezow das Observatorium. Popow korrespondierte mit Michail Lomonossow und führte ein Journal, in dem er nicht nur die astronomischen Beobachtungen notierte, sondern auch seine Bemerkungen über das Leben und die Sitten der Bevölkerung und die verschiedenen russischen Dialekte. Popows astronomische Ergebnisse wurden von Stepan Rumowski heftig kritisiert. Dies führte dazu, dass Popow nicht mehr astronomisch arbeiten konnte. Ab 1763 arbeitete er unter der Leitung Lomonossows im Geographie-Departement der Regierung. Moderne Analysen der Daten Popows erwiesen die Grundlosigkeit der Kritik Rumowskis.
Die Akademie der Wissenschaften gab 1768 Popows Übersetzung der Historiae Philippicae des Pompeius Trogus heraus. Im selben Jahr wurde Popow aus dem Dienst der Akademie entlassen. Mit Ukas Katharinas II. wurde Popow 1769 zum Assistenten des Gouverneurs des Gouvernements Woronesch ernannt. Ab 1780 war er Berater des Zivilgerichts der Woronescher Statthalterschaft. Unveröffentlichte Werke Popows befinden sich im Archiv der Akademie der Wissenschaften.